# Club Defensores de Pronunciamiento
El Club Defensores de Pronunciamiento, regionalmente conocido como Depro, es una institución social y deportiva argentina de la localidad de Pronunciamiento, Departamento Uruguay, Entre Ríos. Fue fundado el 18 de septiembre de 1972 y su principal actividad es el fútbol. En 2025 competirá en el Torneo Regional Federal Amateur tras descender del Federal A.

## Historia
Su fundación se gestó por la unión de los clubes Juventud (usaba una camiseta azul) y San José (utilizaba una roja), representantes de la ciudad entrerriana de Pronunciamiento. El estadio en el que disputa los encuentros en condición de local se denomina Delio Cardozo en homenaje al máximo goleador histórico de la institución.
DEPRO disputa la Liga Departamental de Fútbol de Colón, donde obtuvo 13 títulos desde que se afilió en 2004. Anteriormente jugaba en la «Liga Zonal de Fútbol de Caseros».
Comenzó su participación en campeonatos nacionales en el Torneo del Interior 2009, 5.ª y última categoría del fútbol argentino para los equipos indirectamente afiliados a la AFA. En la temporada 2011/12, cuando el Consejo Federal decidió que el Torneo Argentino B pasara de tener 48 a 60 equipos, DePro fue invitado por ser el equipo entrerriano de mejor desempeño. Finalizó último en la Zona 5 en zona de descenso al Torneo del Interior. La temporada siguiente recibió una nueva invitación cuando el certamen pasó de 60 a 100 clubes. Terminó penúltimo en la Zona 5 y esta vez se concretó su descenso al Torneo del Interior.
Fue uno de los ganadores del Torneo del Interior 2014 luego de vencer en la final a Arsenal de Viale por un global de 8 a 1, clasificando al Torneo Federal B 2014.

### Federal B
El 30 de diciembre de 2015 consiguió el ascenso al Torneo Federal A 2016, tercera categoría del fútbol argentino para los equipos indirectamente afiliados a la AFA, al vencer en la final del segundo ascenso del Torneo Federal B 2015 a San Martín de Mendoza. El equipo de Hernán Orcellet se hizo fuerte en Mendoza donde se impuso por 1 a 0 para que su ascenso sea completo. Héctor Echagüe anotó el gol para el triunfo y un global de 3 a 1.
| Equipo 1       | Global | Equipo 2                      |
| -------------- | ------ | ----------------------------- |
| San Martín (M) | 1 - 3  | Defensores de Pronunciamiento |

El plantel del ascenso: Jonathan Rougier, Oscar Perron, Maximiliano Villagrán, Blas Valenzuela, Alejandro Rizzo, Iván Valente, Walter Bravo, Diego Cumbetto, Fernando Araujo, Héctor Echagüe, Fernando Robles.

### Federal A
En el Torneo Federal A 2016, en su primera participación en la Tercera categoría del fútbol argentino, el DEPRO no logró superar la primera fase del torneo, quedando en 4° lugar, a 3 puntos de la clasificación a la segunda ronda.
| Pos. | Equipo                                      | Pts. | PJ | PG | PE | PP | GF | GC | Dif. |
| ---- | ------------------------------------------- | ---- | -- | -- | -- | -- | -- | -- | ---- |
| 01.º | Libertad (Sunchales)                        | 20   | 12 | 5  | 5  | 2  | 22 | 16 | 6    |
| 02.º | Sportivo Las Parejas                        | 18   | 12 | 5  | 3  | 4  | 17 | 17 | 0    |
| 03.º | Unión (Sunchales)                           | 17   | 12 | 5  | 2  | 5  | 19 | 14 | 5    |
| 04.º | Defensores de Pronunciamiento               | 15   | 12 | 4  | 3  | 5  | 18 | 21 | -3   |
| 05.º | Gimnasia y Esgrima (Concepción del Uruguay) | 13   | 12 | 4  | 1  | 7  | 17 | 25 | -8   |

En la siguiente temporada, el club tampoco logró la clasificación, quedando nuevamente en cuarto lugar, a cuatro puntos de la clasificación a la siguiente ronda.
En el Torneo Federal 2017-2018 el club se posicionó en el 8.º lugar, clasificando a la reválida y a la Copa Argentina 2017-18. En la Reválida, el club quedó 3.º en el Grupo C y no clasificó a la siguiente ronda.
| Pos. | Equipo                                      | Pts. | PJ | PG | PE | PP | GF | GC | Dif. |
| ---- | ------------------------------------------- | ---- | -- | -- | -- | -- | -- | -- | ---- |
| 01.º | Atlético Paraná                             | 18   | 10 | 5  | 3  | 2  | 15 | 9  | 6    |
| 02.º | Sportivo Las Parejas                        | 17   | 10 | 5  | 2  | 3  | 13 | 8  | 5    |
| 03.º | Defensores de Pronunciamiento               | 13   | 10 | 3  | 4  | 3  | 12 | 12 | 0    |
| 04.º | Douglas Haig                                | 12   | 10 | 2  | 6  | 2  | 15 | 19 | -4   |
| 05.º | Libertad (Sunchales)                        | 10   | 10 | 2  | 4  | 4  | 13 | 16 | -3   |
| 06.º | Gimnasia y Esgrima (Concepción del Uruguay) | 9    | 10 | 2  | 3  | 5  | 12 | 16 | -4   |

En el Torneo Federal 2018-2019, el club, ubicado en la Zona 2, se ubicó 6.º, a dos puestos de la clasificación; aun así, clasificó a la primera etapa de la reválida, donde compartió el primer lugar junto a Sportivo Las Parejas, pero con menos goles a favor (1), quedando privado de cualquier posibilidad de ascender.
En el Torneo Federal A 2019-20, el club finalizó la primera ronda en la 6ª posición, clasificando a la Reválida. El torneo fue suspendido provisionalmente por las medidas gubernamentales para evitar la propagación de la covid-19. Finalmente, el 28 de abril, la Asociación del Fútbol Argentino canceló el torneo a causa de la extensión de la pandemia.
En el Torneo Transición Federal A 2020, pasó a la segunda ronda pero fue eliminado por Douglas Haig en octavos de final por 2 a 1 en el global.
En el Torneo Federa A 2021, el club se ubicó en la Zona B, finalizando en la 6.ª posición y clasificando a la primera ronda de la etapa eliminatoria. DEPRO quedó eliminado en cuartos de final en manos de Gimnasia y Tiro (S) 3 a 2.

### Copa Argentina
El club compitió en la Copa Argentina 2019-20 y superó la fase preliminar tras vencer por goles de visitante a Crucero del Norte de Misiones. En los 32.os de final se enfrentó nada más ni nada menos contra River Plate, y fue derrotado por 4-0. Aun así, el conjunto entrerriano dio pelea, y cuando el partido estaba 0-1 en contra, le anularon de manera incorrecta un gol al defensor Álves por un fuera de juego que no existió.

### Actualidad
El 16 de septiembre de 2024, Defensores descendió al Torneo Regional Federal Amateur tras militar durante 9 años en el Federal A, luego de empatar por 0 a 0 con Crucero del Norte en la última fecha de la Zona B de la Reválida. El desenlace del equipo se dio al finalizar penúltimo en la Zona 3 de la Primera Fase y último en su zona de la Reválida, finalizando último en la tabla acumulada de la Zona B con 20 puntos.

## Rivalidades
Su clásico rival es Juventud de Caseros, equipo con el que sostuvo encuentros durante la estadía de DEPRO en la Liga Zonal de Caseros y por la cercanía también entre ambas localidades. Hoy ambos siguen su duelo en la Liga Departamental de Colón Al mismo tiempo, suele tener encuentros con Gimnasia y Esgrima de Concepción del Uruguay, por las mismas razones que Juventud, disputando el clásico departamental de Uruguay.

## Estadio
Disputa sus encuentros de local en el estadio Delio Esteban Cardozo, con capacidad aproximada de 2.000 espectadores.
El nombre del estadio es un homenaje al máximo goleador de la institución.

## Jugadores

### Plantel 2023
- Los equipos argentinos están limitados a tener un cupo máximo de seis jugadores extranjeros, aunque solo cinco podrán firmar la planilla del partido

### Mercado de pases

#### Altas 2024
| Verano       |           |   |   |
| -            | Arquero   | - | - |
| Bandera de ? | Arquero   | - | - |
| -            | Defensor  | - | - |
| -            | Defensor  | - | - |
| -            | Defensor  | - | - |
| -            | Defensor  | - | - |
| -            | Defensor  | - | - |
| -            | Volante   | - | - |
| -            | Volante   | - | - |
| -            | Volante   | - | - |
| -            | Volante   | - | - |
| -            | Volante   | - | - |
| -            | Delantero | - | - |
| -            | Delantero | - | - |
| -            | Delantero | - | - |
| Invierno     |           |   |   |
| -            | -         | - | - |

#### Bajas 2024
| Verano   |           |   |   |
| -        | Arquero   | - | - |
| -        | Defensor  | - | - |
| -        | Defensor  | - | - |
| -        | Defensor  | - | - |
| -        | Volante   | - | - |
| -        | Volante   | - | - |
| -        | Volante   | - | - |
| -        | Volante   | - | - |
| -        | Delantero | - | - |
| -        | Delantero | - | - |
| Invierno |           |   |   |
| -        | -         | - | - |

- Actualizado el 16 de febrero de 2024.

## Datos del club
- Temporadas en Primera División: 0
- Temporadas en Segunda categoría: 0
- Temporadas en Tercera categoría: 8 (2016 — presente)
- Temporadas en Cuarta División: 4 (2011/12 — 2012/13, 2014 — 2015)
- Temporadas en Quinta División: 4 (2009 —2011, 2014)
- Máximas goleadas conseguidas:
  - En campeonatos nacionales:
- Máximas goleadas recibidas:
  - En campeonatos nacionales:
- Mejor puesto en la liga:
- Peor puesto en la liga:
- Máximo goleador: Delio Esteban Cardozo

- Ascensos / Descensos:

 2008: Liga de Origen (Liga Zonal de Caseros) >> Clasificación al Torneo del Interior 2009 (por resultar Campeón Provincial)
 2011: Torneo del Interior 2011 >> Ascenso al Torneo Argentino B 2011/12 (por invitación)
 2012: Torneo Argentino B 2011/12 >> Descenso al Torneo del Interior 2013 (no consumado, al recibir una nueva invitación al Torneo Argentino B 2012/13)
 2013: Torneo Argentino B 2012/13 >> Descenso al Torneo del Interior 2014
 2014: Torneo del Interior 2014 >> Ascenso al Torneo Federal B 2014 (ganador Tercera fase)
 2015: Torneo Federal B 2015 >> Ascenso al Torneo Federal A 2016 (ganador Segundo Ascenso)

### Participaciones en torneos regulares nacionales
| \| Competencia \| Detalle \| \| Competencia \| Campeonato Local \| \| ------------------------ \| ------------------------------------- \| \| Torneo del Interior 2009 \| Primera fase - 3º (Zona 47) \| \| Torneo del Interior 2010 \| Segunda fase - Primera Eliminatoria \| \| Torneo del Interior 2011 \| Quinta fase - Semifinales \| \| Argentino B 2011/12 \| Primera fase - 8º (Zona 5) \| \| Argentino B 2012/13 \| Primera fase - 13º (Zona 5) \| \| Torneo del Interior 2014 \| Etapa Final - Ganador Tercera fase \| \| Federal B 2014 \| Etapa Final - Segunda ronda \| \| Federal B 2015 \| Quinta fase - Ganador Segundo Ascenso \| \| Federal A 2016 \| Primera fase - 4º (Zona G) \| \| Federal A 2016/17 \| Disputándose \| |                                       |
| Competencia | Detalle                               |
| Competencia | Campeonato Local                      |
| Torneo del Interior 2009 | Primera fase - 3º (Zona 47)           |
| Torneo del Interior 2010 | Segunda fase - Primera Eliminatoria   |
| Torneo del Interior 2011 | Quinta fase - Semifinales             |
| Argentino B 2011/12 | Primera fase - 8º (Zona 5)            |
| Argentino B 2012/13 | Primera fase - 13º (Zona 5)           |
| Torneo del Interior 2014 | Etapa Final - Ganador Tercera fase    |
| Federal B 2014 | Etapa Final - Segunda ronda           |
| Federal B 2015 | Quinta fase - Ganador Segundo Ascenso |
| Federal A 2016 | Primera fase - 4º (Zona G)            |
| Federal A 2016/17 | Disputándose                          |

     Ascenso

     Ascenso, por invitación

     Descenso

     Descenso, pero invitado nuevamente a participar del torneo

### Participaciones en Copa Argentina
| Edición | Ronda                    | PJ | PG | PE | PP | GF | GC | DG |
| ------- | ------------------------ | -- | -- | -- | -- | -- | -- | -- |
| 1969    | No Participó             | —  | —  | —  | —  | —  | —  | —  |
| 1970    | No Participó             | —  | —  | —  | —  | —  | —  | —  |
| 2011/12 | Segunda Eliminatoria     | 1  | 0  | 0  | 1  | 2  | 3  | -1 |
| 2012/13 | Tercera Eliminatoria     | 2  | 0  | 2  | 0  | 0  | 0  | 0  |
| 2013/14 | No Participó             | —  | —  | —  | —  | —  | —  | —  |
| 2014/15 | Segunda Etapa            | 2  | 0  | 1  | 1  | 1  | 2  | -1 |
| 2015/16 | Fase Preliminar Regional | 2  | 0  | 0  | 2  | 2  | 4  | -2 |
| Total   | 4/7                      | 7  | 0  | 3  | 4  | 5  | 9  | -4 |

## Palmarés
- Liga Departamental de Fútbol de Colón (afiliado desde 2004): 14 (Apertura 2006, 2007, 2008, 2009, 2011, 2014, 2015) (Clausura 2012, 2013, 2016) (Play-Off 2008, 2013) (Anual 2008, 2013)[12]
- Liga Zonal de Fútbol de Caseros (disuelta en 2010): 6
- Torneo Provincial ("Regionalito" de Entre Ríos): 1 (2008)

### Otros logros
- Ascenso al Torneo Federal A: 1 (2015)
- Ascenso al Torneo Federal B: 1 (2014)
- Ascenso por invitación al Torneo Argentino B: 2 (2011 y 2012)